# Hydropsyche alaca
Hydropsyche alaca är en nattsländeart som beskrevs av Malicky 1974. Hydropsyche alaca ingår i släktet Hydropsyche och familjen ryssjenattsländor. Inga underarter finns listade i Catalogue of Life.